# Mutisia splendens
Mutisia splendens là một loài thực vật có hoa trong họ Cúc. Loài này được Renjifo mô tả khoa học đầu tiên năm 1884.